# Соціальна реклама
Соціа́льна рекла́ма (англ. public service announcement) — інформація будь-якого виду, розповсюджена в будь-якій формі, яка спрямована на досягнення суспільно корисних цілей, популяризацію загальнолюдських цінностей, розповсюдження якої не має на меті отримання матеріального прибутку.

## Визначення терміна
Соціальна реклама спрямована на зміну моделей суспільної поведінки і залучення уваги до проблем соціуму. Вона є різновидом соціального продукту (у США та Європі для позначення традиційно використовується термін PSA — public service announcement), істотно відрізняється від державної і політичної реклами. Соціальна реклама включає в себе інформаційні, популяризаторські й соціальні послуги.
Соціальна реклама є одночасно видом мистецтва, компонентом соціальної політики та механізмом впливу на формування громадської думки. Найвідомішими прикладами такої реклами є кампанії по боротьбі з наркотиками, дотриманню правил дорожнього руху, пропаганда здорового способу життя, охорона довкілля та інші. 
Найчастіше замовниками такої реклами виступають державні органи або некомерційні організації, а рекламні агентства і розповсюджувачі реклами у ряді випадків виготовляють і розміщують її на безвідплатній основі або за зниженими цінами.
Особисте звернення до громадян (президента в тому числі) не слід вважати соціальною рекламою, оскільки це є агітація на користь згаданої особи.

## Історія

### Соціальна реклама в світі
Заклик «Американської громадянської асоціації» до захисту Ніагарського водоспаду від  шкідливих екологічних наслідків діяльності деяких енергетичних компаній (1904) є одним із перших прикладів соціальної реклами.
Значення соціальної реклами в періоди серйозних міжнародних конфліктів  або системних змін в житті окремих країн ставало дуже значущим. Такими для багатьох держав були І та ІІ  світові війни, Велика депресія у США, 1917  рік для народів, які входили до складу  Російської імперії, і багато інших значних  подій в новітній історії людства.  
У 1917 році під час Першої світової війни в США з'явився рекрутинговий плакат Джеймса Монтгомері Флегга «Ти потрібен американській армії», на якому «дядько Сем» закликав новобранців йти до армії. Соціальна реклама радянського  періоду була заідеологізованою і політизованою, що характерно для будь-якого тоталітарного суспільства. Відомі в 1920-ті та 1940-ві роки в СССР плакати Дмитра Моора «Ти записався добровольцем?» та Іраклія Тоідзе «Родина-мати кличе!» стилістично дуже схожі на плакат Флегга.

### Соціальна реклама в Україні
В Україні одним з найважливіших явищ, в рекламній сфері є щорічний  Національний Фестиваль соціальної реклами. I-й Національний Фестиваль соціальної реклами відбувся в Києві в 2005 році. З моменту появи Фестиваль став головною подією в сфері соціальної реклами України. Його мета - привернути увагу до соціальної реклами, як до важливого явища суспільного життя.
У 2009 організована Асоціація замовників і виробників соціальної реклами в Україні (ініціатор і голова правління І. Бабій). Медійним партнером асоціації є РА «Яспис», яке уклало угоди з Міністерством охорони здоров'я України, міськими та обласними центрами здоров'я, управліннями охорони здоров'я. Асоціація організувала ряд національних соціальних кампаній, серед яких «Рак виліковний. Не зволікай!» (2010), «Краще тверезе життя» (з 2011), «Профілактика та контроль гіпертонії — запорука здоров'я нації» (2013). 
У 2024 р. Управління з питань реклами міста Київ забезпечило масштабне розміщення соціальної реклами в місті Протягом року було реалізувано 232 соціальні рекламні кампанії, які спрямовувались на підтримку ключових суспільних ініціатив.